# 泰開德與泰開巴
泰開德與泰開巴，是臺灣布農族蒲那部落神話中的一對取火英雄，以自我犧牲的方式解救世人。

## 傳說
遠古時代，洪水氾濫僅有玉山及卓社大山的山頂仍露出水面。當時頭領泰開德與泰開巴率領眾人躲避洪水，路途不時有人因意外身亡，在行走七天七夜後終抵達玉山山頂，然而因無火種故而只能生食，且因糧食日漸不足，故而又無數人死去。
某時有一人發現卓社大山上的光亮，知曉此為可燒乾洪水的神火，為此泰開德與泰開巴搭載木舟前去取火:07。
其划行途中游來一條水蛇將泰開德吞食；又浮起一隻巨蟹用蟹鉗鉗去泰開巴的一塊腳底肉；接著又飛來一隻老鷹將泰開巴的一隻眼珠叼去，最終泰開巴划到卓社大山並取得裝載於燈的神火。
泰開巴提著神燈、拿著一根樹枝作為拐杖走下山，沿途所過之處洪水紛紛退去，最終當洪水全退時，泰開巴也因失血過多而逝去，神燈也滾落至山下而熄滅:337。